# Arbeitsgemeinschaft für Religions- und Weltanschauungsfragen
Die Arbeitsgemeinschaft für Religions- und Weltanschauungsfragen (abgekürzt ARW) ist eine der evangelischen Kirche in Deutschland nahestehende Informationsstelle mit Verlag, die 1965 von Friedrich Wilhelm Haack (ab 1969 Beauftragter für Sekten- und Weltanschauungsfragen der Evangelisch-Lutherischen Landeskirche in Bayern) gegründet und bis zu dessen Tod 1991 von diesem geleitet wurde. Sie hat sich die Aufgabe gesetzt, der Öffentlichkeit zu Religion und Weltanschauung berührenden Fragen Informationen verfügbar zu machen, wobei man sich von einer „christlich-abendländischen und humanitären Tradition“ leiten lässt. 
Diesem Zweck dienten Beiträge der Mitarbeiter in Zeitungen und Zeitschriften, im Rundfunk und Fernsehen. 
Der Unterstützung der Arbeit diente ein Archiv mit Material über religiöse und weltanschauliche Bewegungen und Organisationen der Gegenwart. Mit Haacks Tod endete diese Form der Öffentlichkeits- und Archivarbeit.
Weiterhin gibt das ARW mehrere Schriftenreihen (Material-Edition, Moonchild-Edition, Nada-Edition, Asgard-Edition, Irmin-Edition, Hiram-Edition, Informations-Edition, Dokumentations-Edition) heraus, die in einem dem ARW angeschlossenen Verlag der ARW erscheinen. Dieser 1976 gegründete Verlag war ursprünglich vom ARW getrennt und hatte als Mitarbeiter Inge Haack und den Münchner Schriftsteller Manfred Ach, nach dem Tod von Haack verschmolzen jedoch Verlag und ARW weitgehend. Seit 2000 wird die ARW von Manfred Ach allein betrieben. Schwerpunkte des Verlagsprogramms sind 
- sektenkritische und apologetische Schriften,
- Quellenmaterial zu Pseudowissenschaften, religiösen Randgruppen, extremistischen Kulten, weltanschaulichen Sekten und ideologischen Fundamentalismen und
- Reprints älterer, nur schlecht zugänglicher, vorwiegend religionswissenschaftlicher oder volkskundlicher Werke, sowie von Primärliteratur aus den Bereichen Magie, Satanismus, Theosophie und Ariosophie.

Wichtige Autoren des ARW-Verlages waren neben Haack, von dem hier zahlreiche Schriften erschienen, Manfred Ach und Peter-Robert König.